# My dear Melancholy
My Dear Melancholy (stilizat ca My Dear Melancholy), este prima piesă extinsă (EP) a cântărețului și compozitorului canadian The Weeknd. A fost lansat pe 30 martie 2018, prin XO și distribuit de Republic Records. Produs în principal de Frank Dukes, care servește ca producător executiv alături de Weeknd, include contribuții de la Gesaffelstein, precum și de Mike Will Made It, DaHeala, Skrillex și Guy-Manuel de Homem-Christo, de la Daft Punk, printre altele. My Dear Melancholy a fost descrisă ca o întoarcere la stilul mai întunecat al lucrărilor anterioare ale lui Weeknd, precum Trilogy (2012) și Kiss Land (2013). EP a fost susținut de single-ul principal, „Call Out My Name”. A primit recenzii în general favorabile și a debutat pe primul loc în SUA Billboard 200.